# Жебрунов, Ананий Кириллович
Ана́ний (Никола́й) Кири́ллович Жебруно́в (1898—1917) — русский рабочий, большевик, участник Октябрьского вооружённого восстания 1917 года в Москве.

## Биография
Ананий Жебрунов родился в Смоленской губернии в крестьянской семье. В раннем возрасте потерял отца и был вынужден много работать, чтобы содержать семью. В 1915 году переехал в Москву и устроился рабочим в авторемонтных мастерских в Сокольниках. Там он занялся революционной деятельностью. Стал одним из организаторов Союза рабочей молодежи «III Интернационал». В 1917 году стал членом РСДРП(б).
Во время Октябрьского вооружённого восстания участвовал в уличных боях в составе отряда Красной гвардии Сокольническо-Богородского района. Погиб 29 октября во время штурма здания градоначальства (Тверской бульвар, 20). Похоронен в братской могиле в некрополе у Кремлёвской стены.

## Память
В 1958 году на стене бывшего здания градоначальства (Тверской бульвар, 20) была установлена мемориальная доска из мрамора: «Здесь во время октябрьских боев 1917 года при взятии дома градоначальника героически погибли члены Союза рабочей молодежи товарищи Жебрунов и Барболин».
В 1957 году к 40-летию Октября Митьковский переулок в Сокольниках был переименован в улицу Жебрунова в память о революционере. В 1986 году эта улица была упразднена (сейчас на её месте дом 24 по улице Сокольнический Вал). После упразднения старой улицы название улица Жебрунова получила бывшая 2-я Сокольническая улица.
Является одним из действующих лиц (с изменённой фамилией Жербунов) в романе В. О. Пелевина «Чапаев и пустота» (1996).